# 國昌路 (路竹區)
國昌路（Guochang Rd.）為高雄市路竹區的東西向半環狀道路，起端銜接民強街，末端為路竹區中山路，是路竹市區的重要道路。

## 行經行政區域
- 路竹區

## 沿線設施
（由東至西）
- 7-ELEVEN一揚門市
- 臺灣土地銀行路竹分行
- 合作金庫銀行路竹分行
- 高雄市地政局路竹地政事務所
- 路竹區公所
- 台灣電力公司路竹服務所
- 路竹診所
- 高雄市路竹區老人活動中心
- 路竹公園[1]
- 高雄市立路竹高級中學
- 7-ELEVEN辰皓門市
- 路竹聲靈宮
- 高雄市立蔡文國小

## 公共自行車
- 高雄市公共自行車租賃系統：
  - 路竹地政事務所：國昌路65號
  - 路竹區老人活動中心：國昌路/國昌路115巷(西南側)
  - 蔡文國小：國昌路548號前

## 相關連結
- 高雄市主要道路列表